# Lasionycta rainieri
Lasionycta rainieri là một loài bướm đêm trong họ Noctuidae.